# Гайнц Рафот
Гайнц Рафот (нім. Heinz Rafoth; 6 січня 1923, Больдеков) — німецький офіцер, лейтенант вермахту, оберст бундесверу. Кавалер Лицарського хреста Залізного хреста.

## Біографія
У кінці Другої світової війни командував 2-ю ротою 48-го гренадерського полку 12-ї фольксгренадерської дивізії.
У 1952 році він здобув докторський ступінь в Університеті Гіссена, захистивши дисертацію на тему сільського господарства «Інтеграція біженців у Західній Німеччині, доповнена спеціальними дослідженнями в двох сільських громадах Гессена».
4 травня 1956 року вступив до бундесверу і БНД, в останній працював під псевдонімом «Доктор Растер». Коли на початку грудня 1969 року офіцер служби безпеки Федерального канцлера, міністерський диригент Франц Шліхтер, регулярно отримував особисті справи шпигуна, якого пізніше викрили, Гюнтера Гійома, він попросив БНД провести перевірку. 17 грудня 1969 року Рафот, як заступник голови Боннського офісу, передав висновки БНД Шліхтеру. Наступного дня Шліхтер подзвонив Рафоту, щоб дізнатися про якість джерела інформації. Рафот переслав запит в Пуллах. Там урядовий директор Гайнц Гагеманн після перевірки задокументував надійність джерела. Через день Шліхтер зв'язався з начальником Рафота, бригадним генералом Клаусом Ешенбургом, який знову переслав запит в Пуллах. Запит знову обробив Гагеманн і врешті-решт переслав Шліхтеру без відповіді. Гійом зміг продовжити свою роботу.
Der Spiegel повідомляв про зустріч восени 1977 року з керівником відділу «Розслідування в особливих випадках» (ES), міністрерським радником Фріцом-Йозефом Ратом у його офісі в Бад-Годесберзі. Вони обговорювали можливість потрапляння німецьких танків Leopard 1 до Африки через Італію. Після розмови Рафот запитав Рата, чи знав він про підслуховуючий пристрій у його кабінеті. У 1966 році колишній голова ES, міністерський радник Карл-Гельмут Шнелль встановив підслуховуючий пристрій співробітниками MAD. Очевидно, це не спрацювало, як задумано, тому БНД встановила мікрофон під шпалерами. Коли через рік заборонили запис розмов без згоди, демонтували лише систему MAD, про що Рат теж знав. Мікрофон під шпалерами нібито все ще був там, сказав Рафот Рату. Обидва намагалися знайти мікрофон, але, незважаючи на інтенсивні пошуки, не змогли його знайти. Лише в 1976 році, у зв'язку зі справою Starfighter, і після того, як звичайна перевірка в 1970 році вже нічого не дала, мікрофон знайшли під шпалерами. Після того, як у 1978 році стало відомо про підслуховуючий пристрій, східнонімецька газета Neue Berliner Illustrierte закликала провести розслідування проти Рафота, «експерта зі шпигунства проти НДР».
З 1978 року служив офіцером зв'язку БНД у Бонні. 31 березня 1982 року вийшов у відставку.
Через свою посаду його згадали поруч зі своїм начальником Ешенбургом у секретному звіті Міністерства оборони в 1968 році, пізніше він з'явився в розсекречених документах розвідки США та дав свідчення в якості свідка перед комітетом у справі Гійома в 1975 році, який розкрив інформацію, подібну до тієї, що була отримана в 1969 році.
Рафот живе в Маргетсгехгаймі. Разом з Гуго Брохом він є одним з двох останніх живих кавалерів Лицарського хреста Залізного хреста.

## Нагороди[1]
- Медаль «За зимову кампанію на Сході 1941/42» (26 липня 1942)
- Залізний хрест
  - 2-го класу (28 лютого 1943)
  - 1-го класу (22 січня 1944)
- Штурмовий піхотний знак в сріблі (7 травня 1943)
- Нагрудний знак «За поранення» в сріблі (29 лютого 1944)
- Лицарський хрест Залізного хреста (20 квітня 1945)